# Syzygium viburnoides
Syzygium viburnoides är en myrtenväxtart som beskrevs av Friedrich Ludwig Diels. Syzygium viburnoides ingår i släktet Syzygium och familjen myrtenväxter. Inga underarter finns listade i Catalogue of Life.